# Subdivisions des Tonga

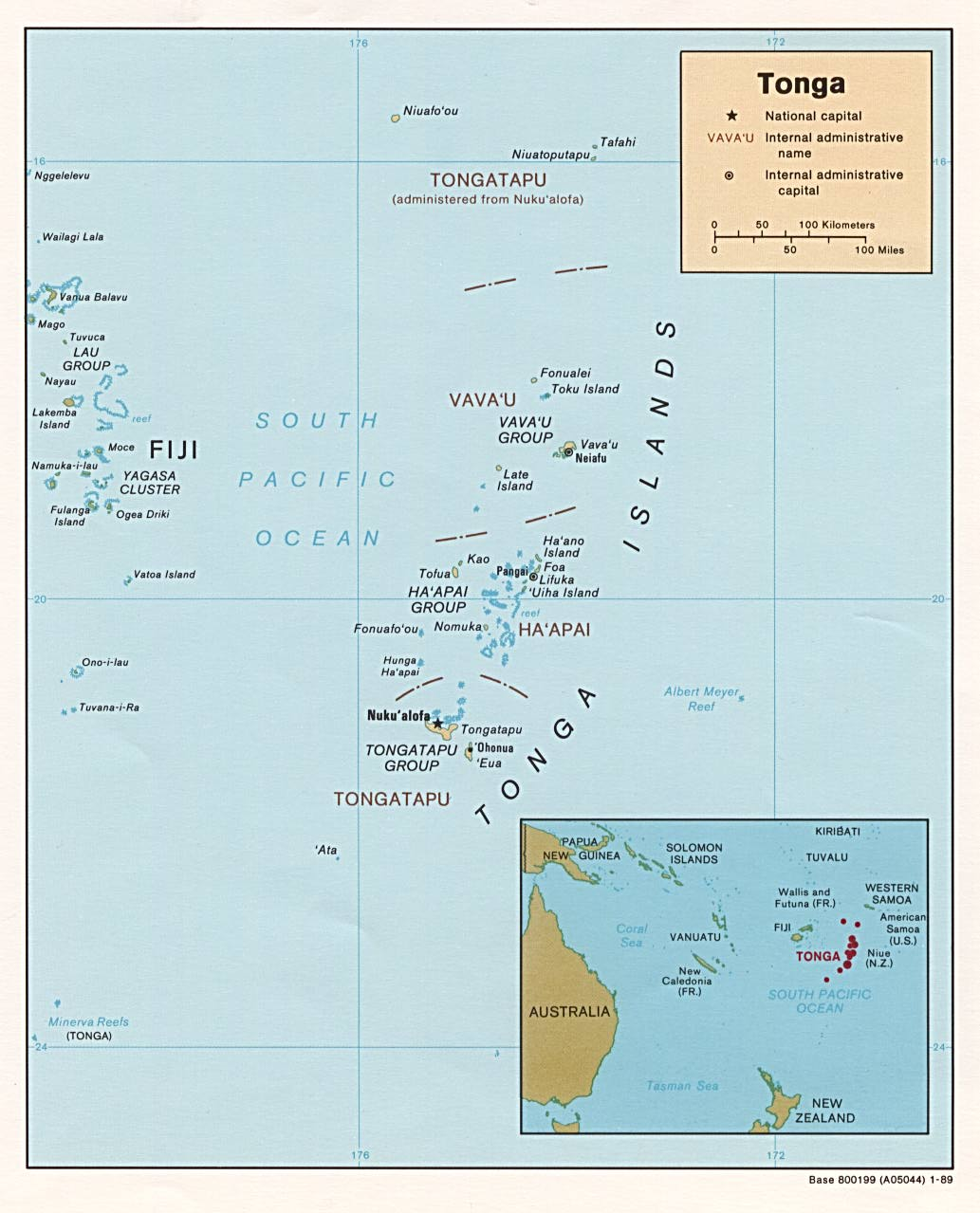

Les îles Tonga sont subdivisées en 5 divisions, elles-mêmes subdivisées en districts.

## Divisions
Il existe 5 divisions de premier niveau (simplement nommées divisions) du royaume des Tonga.
| Division  | Superficie (km²) | Population (hab.) | Population (hab.) | Chef-lieu  |
| Division  | Superficie (km²) | rec. 1996         | est. 2005         | Chef-lieu  |
| --------- | ---------------- | ----------------- | ----------------- | ---------- |
| ’Eua      | 87,44            | 4 934             | 5 278             | 'Ohonua    |
| Ha’apai   | 109,98           | 8 138             | 8 593             | Pangai     |
| Niuas     | 71,69            | 2 018             | 2 119             | Hihifo     |
| Tongatapu | 260,48           | 66 979            | 70 670            | Nuku’alofa |
| Vava’u    | 121,00           | 15 715            | 16 917            | Neiafu     |
| Total     | 650,59           | 97 784            | 103 577           |            |

## Liste des districts
Ces 5 divisions sont subdivisées en 23 districts,.
| District      | Population (1996) | Division |
| ------------- | ----------------- | -------- |
| ’Eua Fo’ou    | 2 168             | ’Eua     |
| ’Eua Motu’a   | 2 766             | ’Eua     |
| Foa           | 1 434             | Ha’apai  |
| Ha’ano        | 773               | Ha’apai  |
| Lulunga       | 1 282             | Ha’apai  |
| Mu’omu’a      | 735               | Ha’apai  |
| Pangai        | 2 966             | Ha’apai  |
| Uiha          | 948               | Ha’apai  |
| Niua Fo’ou    | 735               | Niuas    |
| Niua Toputapu | 1 283             | Niuas    |

| District      | Population (1996) | Division  |
| ------------- | ----------------- | --------- |
| Kolofo’ou     | 16 953            | Tongatapu |
| Kolomotu'a    | 14 451            | Tongatapu |
| Kolovai       | 4 037             | Tongatapu |
| Lapaha        | 7 370             | Tongatapu |
| Nukunuku      | 6 160             | Tongatapu |
| Tatakamotonga | 6 828             | Tongatapu |
| Vaini         | 11 180            | Tongatapu |
| Hahake        | 2 291             | Vava’u    |
| Hihifo        | 2 375             | Vava’u    |
| Leimutu’a     | 2 753             | Vava’u    |
| Motu          | 1 348             | Vava’u    |
| Neiafu        | 5 650             | Vava’u    |
| Pangaimotu    | 1 298             | Vava’u    |